# Henrik Théel
Henrik Teodor Jacob Théel, född 28 juli 1882 i Håtuna i Uppland, död 13 november 1968 i Säffle, var en svensk målare och tecknare.
Han var son till protokollsekreteraren fil.dr. Gösta Théel och Helena Gabiella Nauckhoff. Théel studerade konst för Gustaf Cederström vid Konstakademien i Stockholm 1901–1903 och för Christian Krohg vid Académie Colarossi i Paris samt vid Althins målarskola i Stockholm och under ett antal studieresor till Frankrike, Tyskland och Italien. Under de perioder han vistades i Stockholm medverkade han med teckningar till de olika skämttidningarna men efter att han bosatte sig i Säffle övergick han mer till den målade konsten, Separat ställde han ut i Säffle och han medverkade i Värmlands konstförenings höstsalonger i Karlstad. Bland hans porträtt märks det av rektor Emil Örtqvist för Säffle skolförvaltning och ett porträtt av häradshövding H Wistrand. Hans konst består av porträtt, modellstudier, kaféinteriörer, landskapsskildringar och figurmotiv hämtade från Bibeln, Homeros och Tusen och en natt. Théel är representerad vid Vetenskapsakademien och Uppsala universitetsbibliotek.  